# Proconura tachinivora
Proconura tachinivora är en stekelart som först beskrevs av Wallace A. Steffan 1951.  Proconura tachinivora ingår i släktet Proconura och familjen bredlårsteklar. Inga underarter finns listade i Catalogue of Life.